# Nyctiplanes
Nyctiplanes is een geslacht van vlinders van de familie van de grasmotten (Crambidae), uit de onderfamilie van de Acentropinae. De wetenschappelijke naam en de beschrijving van dit geslacht werden voor het eerst in 1937 gepubliceerd door Alfred Jefferis Turner. 
Dit geslacht is monotypisch, dat wil zeggen dat het maar één soort heeft namelijk Nyctiplanes polypenthes Turner, 1937 uit Australië.